# Лајлс (Тенеси)
Лајлс (енгл. Lyles) насељено је место без административног статуса у америчкој савезној држави Тенеси.

## Демографија
По попису из 2010. године број становника је 734.
| Група             | 2000.    | 2010.       |
| Белци             | 0 (0,0%) | 683 (93,1%) |
| Афроамериканци    | 0 (0,0%) | 23 (3,1%)   |
| Азијати           | 0 (0,0%) | 3 (0,4%)    |
| Хиспаноамериканци | 0 (0,0%) | 10 (1,4%)   |
| Укупно            | 0        | 734         |